# トップ・ドッグ・エンターテインメント
トップ・ドッグ・エンターテインメント（Top Dawg Entertainment）は、2004年にアメリカ合衆国で設立されたインタースコープ・レコード傘下のレコードレーベルである。CEOはアンソニー ”トップ・ドッグ” ティフィス。社長はデイブ・フリーとパンチ。現在、10名のアーティストと契約している。主なアーティストはケンドリック・ラマー、SZA、スクールボーイ・Qなどである。TDEのプロデューサー部門にはDigi+Phonics、 THC、King Blue、Derek "MixedByAli" Aliが所属している。

## 歴史

### 1997–2009
1997年、アンソニー・ティフスはザ・ゲームやジュヴィナイルなどのプロデューサーとしてキャリアを開始する。2003年コンプトン出身の当時15歳のケンドリック・ラマーを発掘する。ケンドリック・ラマーは、その時期、最初のミックステープをリリースしたばかりであった。そのミックステープの強みを見出し契約を結ぶ。2005年までには、同じくカリフォルニアのワッツ出身、ジェイ・ロックとも契約を結ぶ。その後、ワーナー・ブラザースやアサイラム・レコードと契約を結ぶが、ロックのデビューアルバムがリリースできない問題に直面し、契約を離脱しようと計画する。2007年にはカーソン出身のアブ・ソウル、2009年にはスクールボーイ・Qと契約を結ぶ。この4人が結成したグループがブラック・ヒッピーである。

## アーティスト
| アーティスト             | 契約年 | アルバム数 |
| ------------------------ | ------ | ---------- |
| ジェイ・ロック           | 2004   | 4          |
| ケンドリック・ラマー     | 2005   | 7          |
| アブ・ソウル             | 2007   | 4          |
| スクールボーイ・Q        | 2009   | 4          |
| SZA                      | 2012   | 2          |
| アイザイア・ラシャド     | 2013   | 2          |
| サー                     | 2017   | 2          |
| ランス・スカイウォーカー | 2017   | 1          |
| リーズン                 | 2018   | 3          |
| ザカリ                   | 2018   | -          |

## プロデューサー
- トップ・ドッグ
- Digi+Phonics
- King Blue
- MixedByAli
- THC

## ディスコグラフィー
TDEのディスコグラフィーはスタジオアルバムは17枚、コンピレーションアルバムは1枚、EPは4枚、ミックステープは17枚である。レーベル全体での、アメリカ国内売上は400万枚以上である。